# Mimilambrus
Mimilambrus is een geslacht van kreeftachtigen uit de klasse van de Malacostraca (hogere kreeftachtigen).

## Soort
- Mimilambrus wileyi Williams, 1979